# Sông Vaupés
Sông Vaupés (sông Uaupés) là một chi lưu của Rio Negro tại Nam Mỹ. Sông khởi nguồn từ tỉnh Guaviare tại Colombia, chảy về phía đông qua Guaviare và Vaupés. Nó tạo thành một phần của tuyến biên giới giữa Colombia và Amazonas của Brasil. Tại biên giới, sông nhận nước của sông Papurí và từ đó cũng được gọi với tên Uaupés. Năm 1847 một nhà thám hiểm đã nhìn thấy một ghềnh khiến có các đợt sóng cao 40 hay 50 feet trong không khí, "giống như một vụ nổ cực lớn dưới nước đã xảy ra tại đây."  Sông tiếp tục chảy về hướng đông cho đến khi đổ vào Rio Negro tại São Joaquim, Amazonas.